# Wartość dyskretna
Wartość dyskretna oznacza wartość nieciągłą lub pojedynczą. 
W systemach komputerowych to jedyna możliwa do przetwarzania i przechowywania postać liczby rzeczywistej (a nawet zespolonej). Jest ona reprezentowana w formie liczby zmiennoprzecinkowej lub stałoprzecinkowej o dyskretnym zbiorze wartości. Ponieważ taka reprezentacja ogranicza się zwykle do 32, 64 lub 128 bitów, to jest oczywiste, że zbiór wartości i  dokładność tej reprezentacji muszą być ograniczone. Wymóg ten wynika z faktu, że każdy system komputerowy dysponuje skończoną ilością pamięci, więc wartości muszą również mieć skończoną reprezentację. 
W matematyce – przeciwieństwo ciągłości, np. funkcja {\displaystyle f(x)=[x]} (przyporządkowująca każdej liczbie rzeczywistej jej wartość całkowitą) ma dziedzinę ciągłą, a zbiór wartości dyskretny.